# Metacatharsius pollicatus
Metacatharsius pollicatus là một loài bọ cánh cứng trong họ Bọ hung (Scarabaeidae).